# Jim Curious

Jim Curious, sous-titré Voyage au cœur de l’océan, est une bande dessinée jeunesse de Matthias Picard publiée par les éditions 2024 en 2012. 

## Récit
Jim Curious est un scaphandrier qui explore les fonds marins. Il y croise une flore luxuriante, des animaux divers (des petits poissons aux requins), des ruines antique et divers dangers.

## Particularités
Le livre a la particularité d'être imprimé anaglyphe et de n'être lisible qu'à l'aide de lunettes stéréoscopiques permettant de lire le livre en trois dimensions. 
Entièrement muet, le récit fait 52 pages et peut être lu par plusieurs personnes en même temps, deux paires de lunettes étant jointes.

## Accueil et prix
Le livre est salué par la critique, et sélectionné pour de plusieurs prix, notamment :
- Sélection pour les Pépites du Salon du livre et de la presse jeunesse de Montreuil 2012[4].
- Sélection pour l'Essentiel Jeunesse du festival d'Angoulême 2013[5].
- Lauréat du Prix Bull'gomme 53 2014[6].

## Éditions étrangères
- En 2014, les éditions Abrams publient une version américaine du livre[7].

## Suite
- Jim Curious, voyage à travers la jungle, Éditions 2024, 2019.